# Milà-Sanremo 1966
La Milà-Sanremo 1966 fou la 57a edició de la Milà-Sanremo. La cursa es disputà el 19 de març de 1966 i va ser guanyada pel belga Eddy Merckx, que s'imposà a l'esprint. Aquesta fou la primera de les seves set victòries a la Milà-Sanremo.
190 ciclistes hi van prendre part, acabant la cursa 123 d'ells.

## Classificació final
|    | Ciclista            | Equip                 | Temps      |
| -- | ------------------- | --------------------- | ---------- |
| 1  | Eddy Merckx         | Peugeot-Michelin-BP   | 6h 40' 40" |
| 2  | Adriano Durante     | Salvarani             | m. t.      |
| 3  | Herman van Springel | Dr. Mann-Grundig      | m. t.      |
| 4  | Michele Dancelli    | Molteni               | m. t.      |
| 5  | Adriano Passuello   | Legnano-Pirelli       | m. t.      |
| 6  | Rolf Maurer         | Filotex               | m. t.      |
| 7  | Raymond Poulidor    | Mercier-Hutchinson-BP | m. t.      |
| 8  | Franco Balmamion    | Sanson                | m. t.      |
| 9  | Hubertus Zilverberg | Televizier-Batavus    | m. t.      |
| 10 | Roberto Poggiali    | Bianchi               | m. t.      |